# دولت أباد (كوه بنج)
دولت أباد (بالفارسية: دولت‌آباد) هي قرية تقع في إيران في البلدة المركزية.